# The Ring (film 2002)
The Ring è un film horror del 2002 diretto da Gore Verbinski con Naomi Watts.
Si tratta di un adattamento del romanzo Ring di Kōji Suzuki, nonché remake del film del 1998 Ring diretto da Hideo Nakata. Il film ha avuto due sequel: The Ring 2, diretto nel 2005 da Hideo Nakata e The Ring 3, uscito nel 2017.
Il film ha avuto un enorme successo, incassando 129 milioni di dollari in Nord America e oltre 120 nel resto del mondo, per un totale di circa 250 milioni in tutto il mondo. Inoltre è diventato uno dei film horror più famosi, venendo ripreso o parodiato più volte in film, serie TV e cartoni animati.

## Trama
In una notte piovosa, due amiche adolescenti, Katie Embry e Becca Kotler, parlano tra loro di una videocassetta particolare che causerebbe la morte, dopo sette giorni, delle persone che l'hanno vista. Sembrerebbe una leggenda metropolitana, ma Katie si rende conto di aver visto il video proprio una settimana prima e muore orribilmente poco dopo, turbando Becca al punto da renderla pazza.
L'evento segna anche il sensibile cugino di Katie, Aidan, molto legato alla giovane. La madre di Aidan, Rachel, giornalista di Seattle, viene pregata dalla madre di Katie, sua sorella, di fare tutto il possibile per scoprire la causa della morte della ragazza, che nessuno è stato in grado di capire. Spinta anche dal desiderio di aiutare Aidan a superare il trauma della morte della cugina, Rachel si getta nell'indagine, partendo dal ritrovamento del nastro della cassetta e ricostruendone la storia attraverso le immagini mostrate. Per farlo, però, inevitabilmente guarda la videocassetta: non appena conclusa la visione della pellicola, Rachel riceve una breve telefonata in cui un'inquietante voce dichiara: "Sette giorni".
Anche il figlio Aidan e l'ex fidanzato Noah la guardano, il primo per caso e il secondo per spavalderia, per dimostrare l'infondatezza del presagio di morte comunicatogli dall'allarmata Rachel. Segnati da un destino che credono ineluttabile, i tre finiscono per scoprire, attraverso alcuni fotogrammi del breve filmato della cassetta, che tutto ha origine da una ragazza normale, Samara. 
Molti anni prima, la piccola Samara era stata adottata dai Morgan, una coppia di allevatori di cavalli di Moesko Island. All'inizio tutto sembrava andare bene, fino a quando alcuni inquietanti avvenimenti turbarono la tranquilla vita della fattoria dei Morgan e della comunità isolana. In particolare, i numerosi cavalli posseduti dalla coppia cominciarono a manifestare segni di pazzia, correndo verso il mare per poi morire annegati. La stessa signora Morgan iniziò a manifestare segni di squilibrio mentale fino a scomparire misteriosamente insieme a sua figlia.
Le indagini di Rachel rivelano una triste verità: Samara, probabilmente dotata di poteri psichici e paranormali, aveva la capacità di causare sciagure agli animali e alle persone che le stavano intorno. I genitori adottivi l'avevano prima isolata nel fienile, fino alla decisione della madre di ucciderla, soffocandola con una busta di plastica e gettandola poi in un pozzo per spezzare la catena di sventure. Nell'oscurità, la piccola Samara era però sopravvissuta per sette giorni prima di spirare per inedia, mentre la signora Morgan, cedendo al rimorso, si sarebbe suicidata gettandosi da una scogliera. L'ultima immagine che la ragazza vede prima di morire è quella del pozzo chiuso, in cui la luce, filtrando appena, forma un cerchio. Il potere, il rimorso e il dolore di Samara si sono in qualche modo impressi in quella videocassetta che contiene una sequenza di immagini mentali proiettate dalla ragazza sul nastro: queste portano con sé una maledizione e Samara torna ogni volta per uccidere, dopo sette giorni, chiunque le abbia guardate.
Nell'ultimo giorno di ricerche, Rachel e Noah vanno alla fattoria e riportano finalmente alla luce il pozzo dove Samara era stata gettata dalla madre e, a causa di un incidente, anche lo scheletro consumato della ragazza. Ma la maledizione non è finita e Rachel lo scopre dalle parole di Aidan. La profezia della morte in sette giorni intanto si avvera su Noah: la ragazza, con lunghi capelli neri fradici e riversati sul viso, penetra nella sua casa attraverso il televisore e lo uccide con un solo sguardo.
Solo dopo la morte di Noah, Rachel riesce a capire come fare per salvare se stessa e il figlio Aidan, il cui tempo sta per scadere: deve duplicare la cassetta e segretamente diffonderla. Tale sistema è infatti l'unica maniera per spezzare la maledizione: chi è perseguitato da Samara deve far osservare il filmato a qualcun altro, ossia deve volontariamente cedere il maleficio, in un cerchio senza fine. Per salvare il figlio Aidan, Rachel sacrifica l'incolumità dell'intera società.

## Produzione
Prima che venisse scelta Naomi Watts per la parte della protagonista del film, si era vagliata l'ipotesi di scegliere anche Liv Tyler, Nicole Kidman, Jennifer Connelly, o Gwyneth Paltrow. Kate Beckinsale aveva quasi ottenuto il ruolo, ma la produzione la considerò troppo giovane per la parte.
Per pubblicizzare il film, molte pagine web relative a luoghi o personaggi del film sono state create e messe in rete senza alcun riferimento al film stesso. Il faro di Moesko Island che compare nel film è in verità lo Yaquina Head Light che si trova sulla costa dell'Oregon, negli Stati Uniti. Durante il film sono presenti brevissimi flash del "cerchio": se ne vede, per esempio, uno durante i crediti della DreamWorks e uno dopo la scena in cui il cavallo si butta giù dalla nave.
Per la produzione dell'opera è stato investito un budget di circa 48 milioni di dollari.

## Colonna sonora
Durante il video maledetto, approssimativamente per 25 secondi, si può sentire la voce di una bambina cantare. Si tratta di una canzone composta dal compositore di colonne sonore tedesco Hans Zimmer appositamente per questo film, il cui titolo è Samara Song, che si sente anche quando Samara si trova vicino al pozzo prima di essere uccisa.

## Versioni alternative
Nel film era stata inserita una sotto-trama, che è stata espunta all'ultimo momento dalla versione definitiva. Si trattava della storia di Chris Cooper, un assassino di bambini. Il personaggio sarebbe dovuto apparire all'inizio del film, mentre convinceva Rachel a essere riabilitato per rientrare nella società. Rachel tuttavia faceva in modo che tornasse in prigione. Alla fine del film Rachel inviava una copia della videocassetta maledetta proprio a lui. L'unico elemento di questa sotto-trama rimasto nel film finale è una foto di Cooper nell'articolo di un giornale, che sta leggendo Noah.

## Edizioni home video
In tutto, The Ring è stato pubblicato in molti paesi in tre edizioni home video: VHS, DVD, DVD Collector's Edition e Blu-Ray. I DVD sono caratterizzati da contenuti speciali particolarmente ristretti:
- il primo DVD uscito subito dopo il film è caratterizzato, oltre alla pellicola, da un montaggio di 15 minuti comprensivo delle scene alternative ed eliminate, chiamato Non guardare ed un trailer di Prova a prendermi. Inoltre, vi è nascosto il video assassino integrale, accessibile scorrendo con il telecomando le varie opzioni sul menù fino a che il cursore non scompare.

- la seconda edizione Collector's Edition, uscita nel 2005, è praticamente identica alla prima, se non per l'aggiunta dei trailer di The Ring e The Ring 2, ma soprattutto per la pubblicazione di Rings, un cortometraggio inedito di 17 minuti che collega il finale con il sequel. Questo cortometraggio è stato pubblicato in un disco allegato, tranne in Italia dove è stato messo tutto in un unico DVD.

- L'edizione Blu-Ray contiene le versioni in alta definizione del film Rings e dei trailer pubblicati anche precedentemente. Inoltre include, in definizione standard, il montaggio Non guardare, un'intervista e un breve documentario chiamato L'origine del terrore.

## Distribuzione
Il film è stato distribuito negli USA il 18 ottobre 2002, in Italia dal 21 febbraio 2003.

## Accoglienza

### Incassi
Il film ha incassato 249,4 milioni di dollari in tutto il mondo.

### Critica
Sull'aggregatore di recensioni Rotten Tomatoes, il film ha ottenuto un indice di apprezzamento del 71% e un voto di 6,60 su 10 sulla base di 210 recensioni. Su Metacritic, il film ha ottenuto un voto di 57 su 100 sulla base di 36 recensioni.

## Riconoscimenti
- 2003 - MTV Movie Awards
  - Miglior cattivo a Daveigh Chase
  - Nomination Miglior film
- 2003 - Saturn Award
  - Miglior film horror
  - Miglior attrice protagonista a Naomi Watts
  - Nomination Miglior trucco a Rick Baker, Jean Ann Black e Bill Sturgeon
- 2003 - Premio Bram Stoker
  - Nomination Miglior sceneggiatura a Ehren Kruger
- 2002 - Phoenix Film Critics Society Awards
  - Nomination Miglior attrice giovane protagonista o non a Daveigh Chase
- 2003 - Teen Choice Awards
  - Miglior horror/thriller
- 2003 - ASCAP Award
  - Top Box Office Films a Hans Zimmer
- 2003 - Golden Trailer Awards
  - Miglior horror/thriller
  - Film più originale
- 2002 - Hollywood Film Festival
  - Miglior attrice all'avanguardia a Naomi Watts